# Xilotlantzinca
Xilotlantzinca, neklasificirano pleme američkih Indijanaca nekad nastanjeno na zapadu meksičke države Michoacán. Po jeziku možda su bili srodni plemenu Tamazulteca.

## Vanjske poveznice
- John R. Swanton, The Indian Tribes of North America